# Domingo
O domingo é o dia da semana compreendido entre o sábado e a segunda-feira.
No Brasil e em Portugal, assim como na Grécia, no Japão, na Grã-Bretanha, nos Estados Unidos e em países anglo-saxões em geral, por fundamentação bíblica e etimológica, o domingo é considerado o primeiro dia da semana.
Na liturgia cristã, assim como no judaísmo, também é considerado o primeiro dia da semana.
Todo domingo é um dia de preceito. Isso quer dizer que todos os fiéis devem comparecer à Missa neste dia. "A Eucaristia dominical fundamenta e sanciona toda a prática cristã".
| 1. dia  | 2°. dia       | 3°. dia     | 4°. dia      | 5°. dia      | 6°. dia     | Último dia |
| Domingo | Segunda-feira | Terça-feira | Quarta-feira | Quinta-feira | Sexta-feira | Sábado     |

Em muitos outros países do mundo, incluindo a maioria dos países da Europa, é considerado o último dia da semana civil. 
| 1°. dia       | 2°. dia     | 3°. dia      | 4°. dia      | 5°. dia     | 6°. dia | Último dia |
| Segunda-feira | Terça-feira | Quarta-feira | Quinta-feira | Sexta-feira | Sábado  | Domingo    |

## Etimologia
A palavra é originária do latim dies dominicus ou dominica, que significa 'dia do Senhor, o domingo' (em vez do latim dies solis 'dia do sol'). Existe, nessa mesma acepção, em castelhano (domingo), italiano (domenica), francês (dimanche) e em todas as línguas românicas.
Povos pagãos antigos reverenciavam seus deuses dedicando este dia ao astro Sol, o que marca a denominação deste dia em inglês Sunday(Dia do Sol) e alemão (Sonntag), com o significado de "Dia do Sol".

## História

### Paganismo
Antes do advento do cristianismo, esse dia correspondia ao dies Solis ('dia do Sol'), isto é "dia do Sol" em honra da divindade do Sol Invicto.
Por ser Roma uma cidade cosmopolita e sede de um vasto império, para lá afluíram povos de diversas culturas, com inúmeras crenças, as quais eram recebidas e reconhecidas pelos romanos e que ter-se-iam associado às crenças dos latinos, sabinos e etruscos na reverência ao primeiro dia da semana.  

### Cristianismo
"Que no venerável dia do sol os magistrados e as pessoas residentes nas cidades descansem, e que todas as oficinas, estejam fechadas, No campo ainda assim que as pessoas ocupadas na agricultura possam livremente continuar seus afazeres pois pode acontecer que qualquer outro dia não seja apto para a plantação de vinhas ou de sementes..."
No entanto, o culto ao Sol Invicto ainda permaneceria em Roma (assim como o uso da denominação dies Solis), até a promulgação do célebre édito de Tessalônica, de 27 de fevereiro de 380, quando o imperador Teodósio I, estabeleceu que a única religião de Estado seria o cristianismo de Niceia e baniu qualquer outro culto. Assim, em 3 de novembro de 383, o dies Solis passou a ser denominado oficialmente dies dominica (Dia do Senhor) em todo o Império Romano. No entanto, a denominação pagã, alusiva ao Sol, foi preservada, tanto em inglês (Sunday) como em alemão (Sonntag) e demais línguas germânicas.
A designação teve repercussões geográficas quase dez séculos mais tarde: Cristóvão Colombo, ao chegar pela primeira vez ao Caribe, a 3 de novembro de 1493, mais precisamente à ilha hoje compartilhada pelo Haiti e pela República Dominicana, chamou-a Dominica, por ser um dia de domingo, segundo o calendário juliano, então em vigor.

## Origem dos nomes dos dias da semana
Os nomes dos dias da semana em português têm a sua origem na liturgia católica. Na maior parte das outras línguas, originam-se de nomes das divindades pagãs às quais os dias eram dedicados.

## Noutros idiomas
| Idioma      | Nome                | Significado                          |
| Alemão      | Sonntag             | "Dia do Sol"                         |
| Dinamarquês | Søndag              | "Dia do Sol"                         |
| Finlandês   | Sunnuntai           | "Dia do Sol"                         |
| Inglês      | Sunday              | "Dia do Sol"                         |
| Neerlandês  | Zondag              | "Dia do Sol"                         |
| Sueco       | Söndag              | "Dia do Sol"                         |
| Hindi       | रविवार / Ravivar      | "Dia do Sol"                         |
| Japonês     | 日曜日 / Nichiyōbi  | "Dia do Sol"                         |
| Mandarim    | 星期日 / Xīng qī rì | "Dia do Sol"                         |
| Catalão     | Diumenge            | "Dia do Senhor"                      |
| Castelhano  | Domingo             | "Dia do Senhor"                      |
| Esperanto   | Dimanĉo             | "Dia do Senhor"                      |
| Francês     | Dimanche            | "Dia do Senhor"                      |
| Galego      | Domingo             | "Dia do Senhor"                      |
| Italiano    | Domenica            | "Dia do Senhor"                      |
| Vêneto      | Doménega            | "Dia do Senhor"                      |
| Português   | Domingo             | "Dia do Senhor"                      |
| Romeno      | Duminică            | "Dia do Senhor"                      |
| Grego       | Κυριακή / Kyriakí   | "Dia do Senhor"                      |
| Indonésio   | Minggu              | "Dia do Senhor"                      |
| Basco       | Igande              | "Dia da Ascensão"                    |
| Estónio     | Pühapäev            | "Dia comum"                          |
| Búlgaro     | Неделя / Nedelya    | "Nada a fazer" ou "Dia de descanso". |
| Polaco      | Niedziela           | "Nada a fazer" ou "Dia de descanso". |
| Tcheco      | Neděle              | "Nada a fazer" ou "Dia de descanso". |
| Turco       | Pazar               | "Mercado"                            |
| Lituano     | Sekmadienis         | "Primeiro dia da semana"             |
| Hebraico    | יום ראשון           | "Primeiro dia da semana"             |